# Olympische Sommerspiele 1992/Teilnehmer (Mongolei)
| Gelbes Symbol für Goldmedaillen mit stilisierten Olympischen Ringen | Graues Symbol für Silbermedaillen mit stilisierten Olympischen Ringen | Braundes Symbol für Bronzemedaillen mit stilisierten Olympischen Ringen |
| ------------------------------------------------------------------- | --------------------------------------------------------------------- | ----------------------------------------------------------------------- |
| —                                                                   | —                                                                     | 2                                                                       |

Die Mongolei nahm an den Olympischen Sommerspielen 1992 in Barcelona mit einer Delegation von 33 Athleten (27 Männer und sechs Frauen) an 31 Wettkämpfen in acht Sportarten teil. Fahnenträger bei der Eröffnungsfeier war der Ringer Badmaanyambuugiin Bat-Erdene.

## Medaillengewinner

### Bronze
| Name                     | Sportart | Wettkampf             |
| ------------------------ | -------- | --------------------- |
| Namdschilyn Bajarsaichan | Boxen    | Männer, Leichtgewicht |
| Munkhbayar Dorjsuren     | Schießen | Frauen, Sportpistole  |

## Teilnehmer nach Sportarten

### Bogenschießen
Frauen
- Dschargalyn Otgon
Einzel: 17. Platz

### Boxen
Männer
- Bandiin Altangerel
Mittelgewicht: 1. Runde

- Damdingiin Zul
Halbschwergewicht: 1. Runde

- Erdenotsogtyn Tsogtjargal
Halbfliegengewicht: 2. Runde

- Namdschilyn Bajarsaichan
Leichtgewicht: Bronze

- Nyamaagiin Altankhuyag
Halbweltergewicht: 2. Runde

- Sandagsürengiin Erdenebat
Federgewicht: 2. Runde

### Gewichtheben
Männer
- Gombodorjiin Enebish
Mittelgewicht: DNF

- Naranjargalyn Batjargal
Bantamgewicht: 17. Platz

### Judo
| Männer - Badmaanyambuugiin Bat-Erdene Schwergewicht: 17. Platz - Dambiinyamyn Maralgerel Halbleichtgewicht: 20. Platz - Dashgombyn Battulga Ultraleichtgewicht: 7. Platz - Davaasambuugiin Dorjbat Halbmittelgewicht: 9. Platz - Jambalyn Ganbold Mittelgewicht: 21. Platz - Khaliuny Boldbaatar Leichtgewicht: 7. Platz - Odvogiin Baljinnyam Halbschwergewicht: 9. Platz | Frauen - Chischigbatyn Erdenet-Od Ultraleichtgewicht: 13. Platz - Lkhamaasürengiin Badamsüren Halbmittelgewicht: 20. Platz - Ravdangiin Dechinmaa Halbleichtgewicht: 20. Platz |

### Leichtathletik
Männer
- Pyambuugiin Tuul
Marathon: 87. Platz

### Radsport
Männer
- Dashjamtsyn Mönkhbat
Straßenrennen: 83. Platz
100 Kilometer Mannschaftszeitfahren: 19. Platz

- Daschnjamyn Tömör-Otschir
Straßenrennen: DNF
100 Kilometer Mannschaftszeitfahren: 19. Platz

- Dschamsrangiin Öldsii-Orschich
Straßenrennen: 79. Platz
100 Kilometer Mannschaftszeitfahren: 19. Platz

- Zundui Naran
100 Kilometer Mannschaftszeitfahren: 19. Platz

### Ringen
Männer
- Boldyn Javkhlantögs
Schwergewicht, Freistil: Rückzug vor 2. Runde

- Lodoin Enkhbayar
Weltergewicht, Freistil: 8. Platz

- Nergüin Tümennast
Mittelgewicht, Freistil: Rückzug vor 2. Runde

- Puntsagiin Sükhbat
Halbschwergewicht, Freistil: 4. Platz

- Tserenbaataryn Enkhbayar
Fliegengewicht, Freistil: 10. Platz

- Tserenbaataryn Khosbayar
Halbfliegengewicht, Freistil: 8. Platz

- Tserenbaataryn Tsogtbajar
Bantamgewicht, Freistil: 10. Platz

### Schießen
Frauen
- Bjambadschawyn Altantsetseg
Luftpistole: 24. Platz
Sportpistole: 33. Platz

- Munkhbayar Dorjsuren
Luftpistole: 21. Platz
Sportpistole: Bronze